# Karl Weigand
Friedrich Ludwig Karl Weigand, född den 18 november 1804 i Niederflorstadt i Wetterau, död den 30 juni 1878 i Giessen, var en tysk språkforskare.
Weigand blev 1851 extra ordinarie professor vid universitetet i Giessen samt utnämndes, efter att under en följd av år därjämte ha verkat som skolman, 1867 till ordinarie professor i tyska språket och litteraturen.
Weigand hade sin förnämsta betydelse som lexikograf. Åren 1840-43 utgav han Wörterbuch der deutschen Synonymen (2:a upplagan 1852), det första verk i sitt slag, som var baserat på språkhistorisk forskning.
I bröderna Grimms ordboksarbete tog han redan från början verksam del och övertog efter Jakob Grimms död (1863) tillsammans med Rudolf Hildebrand fortsättningen därav.
Dock hann Weigand endast avsluta bokstaven F, varav större delen utarbetats av Jakob Grimm. Han var nämligen samtidigt sysselsatt med ett annat arbete av samma art: Deutsches Wörterbuch (3 band, 1857-71; 5:e upplagan 1907).
Framför andra tyska ordböcker, som föreligger avslutade, äger denna förtjänsten av en om grundlighet vittnande framställning av ordens utvecklingshistoria. Weigands efterlämnade papper innehöll material till en ordbok över Wetterau-dialekten.

## Fotnoter
1. 1 2  Gemeinsame Normdatei, läst: 24 april 2014.[källa från Wikidata]
2. 1 2 3  Gemeinsame Normdatei, läst: 1 april 2015.[källa från Wikidata]